# 1860-е годы
1860-е (ты́сяча восемьсо́т шестидеся́тые) го́ды по григорианскому календарю — промежуток времени с 1 января 1860 года по 31 декабря 1869 года, включающий 1860 год 6-го десятилетия   и с 1861 по 1869 годы    7-го десятилетия XIX века 2-го тысячелетия.  Они закончились 156 лет назад.
Характеризуется стремительными политическими переменами: отмена крепостного права в России, отмена рабства и гражданская война в США, многочисленные войны в Латинской Америке, образование единой Италии. По окончании Гражданской войны в США наступает Позолоченный век. В науке и технике особенно стремительно развивается химия: созданы динамит, целлулоид, открыта Таблица Менделеева.

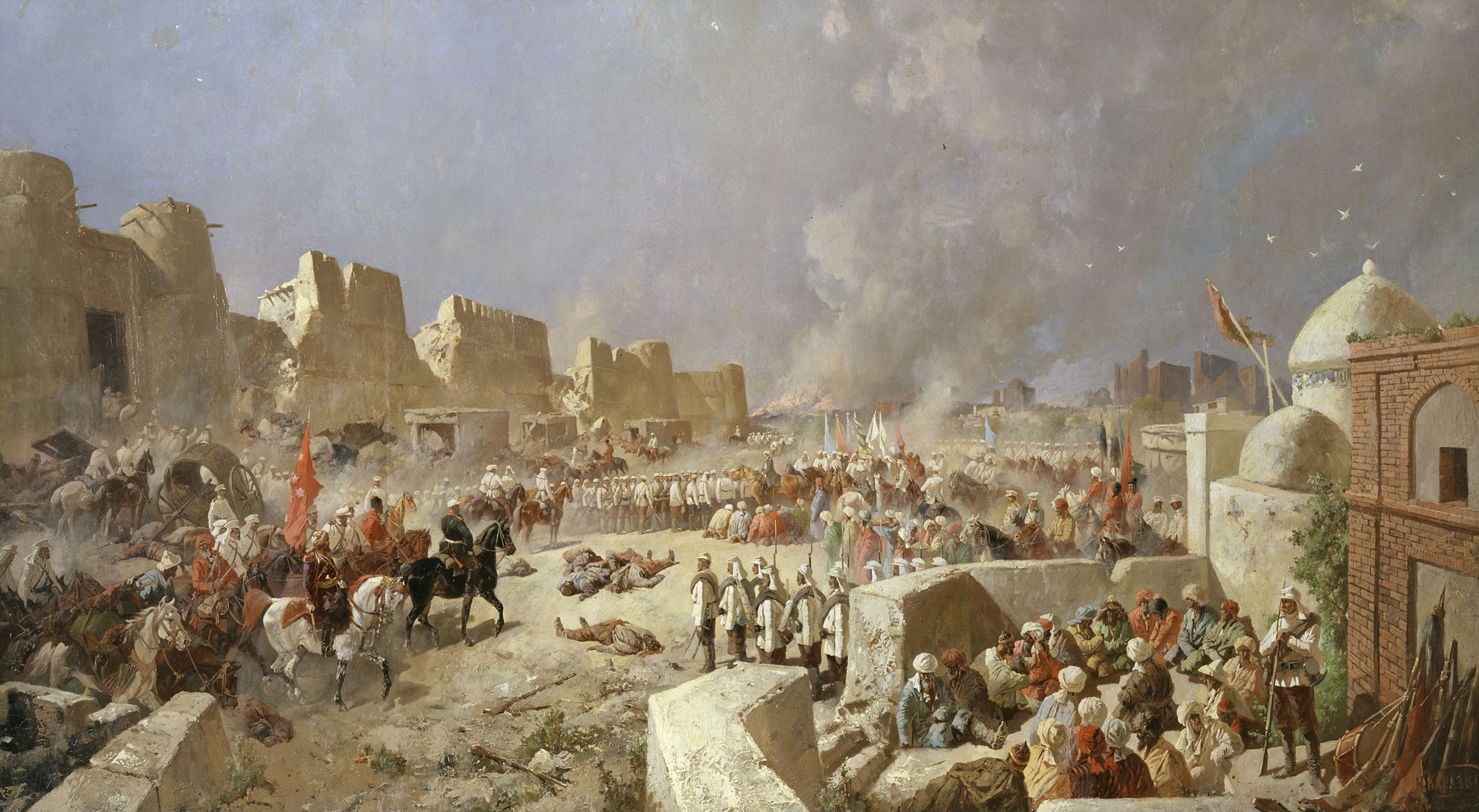
Вступление русских войск в Самарканд 8 июня 1868 г. (Каразин Н. Н.)

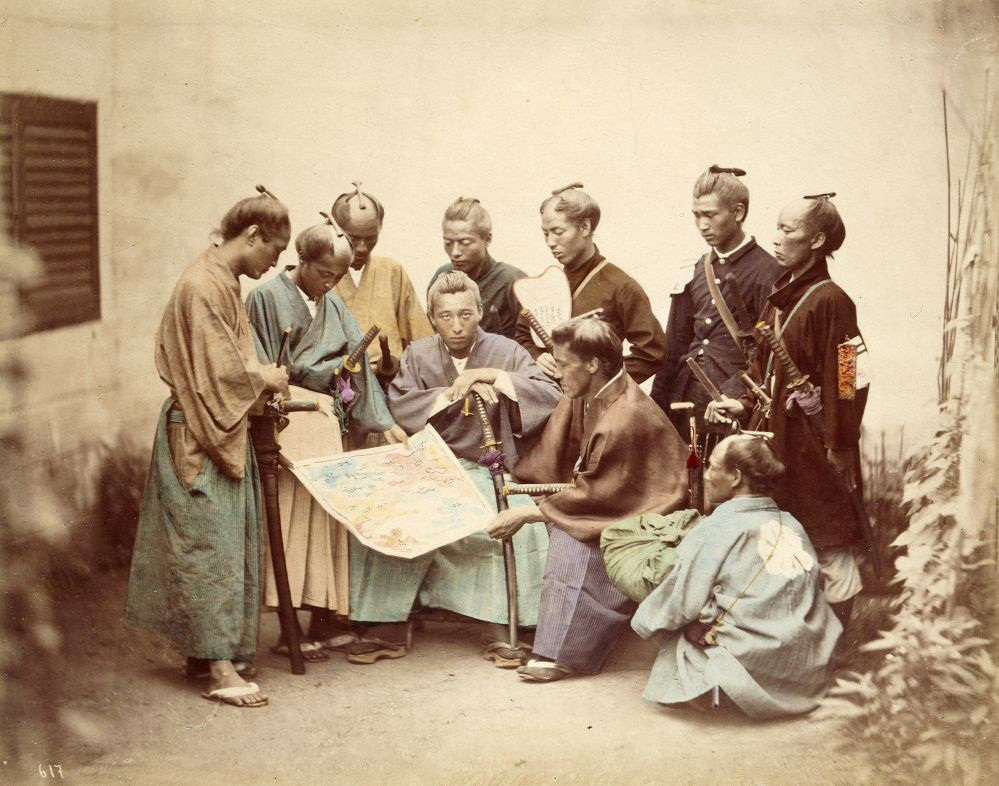
Самураи клана Сацума, боровшиеся на стороне императора в период Войны Босин (1868—1869)

## События
- Англо-французский договор о свободной торговле (1860; Cobden-Chevalier Treaty). Международное движение Красного Креста и Красного Полумесяца (1863). Первая Женевская конвенция (1864).
- Великие реформы в Российской империи (1860-е — 1870-е; коррупция). Кавказская война (1817—1864).
- Отмена крепостного права в России (1861), Бездненские волнения. Польское восстание (1863) против Российской империи ускорило проведение крестьянской реформы, при этом на более выгодных для крестьян условиях, чем в остальной России.
- Королевство Италия (1861—1946) провозглашено после «Экспедиции Тысячи» (1860—1861; Гарибальди; Рисорджименто).
- Гражданская война в США (1861—1865). Гомстед-акт (1862). Реконструкция Юга (1865—1877). 13-я поправка к Конституции запрещает рабство (1865). Убийство президента Линкольна (1865). 14-я поправка предоставляет гражданство всем, родившимся на территории США (1868). Первая трансконтинентальная железная дорога США положила начало интенсивному развитию западных территорий (1869).
- Референдум в Греции (1862).
- Англо-франко-испанская интервенция в Мексику (1861—1867). Испания совершает последнюю попытку вернуть бывшие колонии Перу и Чили в ходе Первой тихоокеанской войны (1864—1866). Славная революция в Испании (1868).
- Конфликт Японии с коалицией Великобритании, Франции, Голландии и США (1863—1864). Реставрация Мэйдзи (1868—1869). Война Босин (1868—1869).
- Восстание тайпинов (1850—1864) и Восстание няньцзюней (1851—1868) в Китае были подавлены. Пекинская конвенция (1860). Политика самоусиления (1861—1895). Дунганское восстание (1862—1869). Илийский султанат (1864—1871). Йеттишар (1865—1877).
- Австро-прусско-датская война (1864) — начало объединения Германии. Фридрих Крупп АГ (1860—1992). Всеобщий германский рабочий союз (1863—1875). Первый интернационал (1864—1876).
- Парагвайская война (1864—1870) окончилась полным поражением Парагвая, большими жертвами среди населения, потерей территорий и разрушением промышленности.
- В результате Австро-прусско-итальянской войны (1866) образовались Северогерманский союз и двуединая монархия Австро-Венгрия. Венецианская область присоединена к Италии.
- Продажа Аляски Российской империей Соединённым Штатам Америки (1867)[1]. Голод в Финляндии (1866—1868). Протекторат над Бухарским эмиратом (1868).
- Образована Канадская конфедерация, начинающая историю Канады как фактически независимого государства (1867).
- Османские войска покидают территорию Сербии (1867). Принята конституция Сербии как независимого государства (1869).
- Катарско–бахрейнская война (1867—1868).
- Десятилетняя война (1868—1878) Кубы за независимость от Испании.
- Суэцкий канал создаёт короткий морской путь из Средиземного моря в Индийский океан через Красное море (1869).

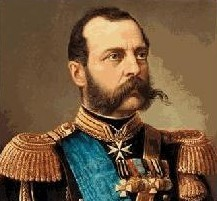
Александр II

## Культура

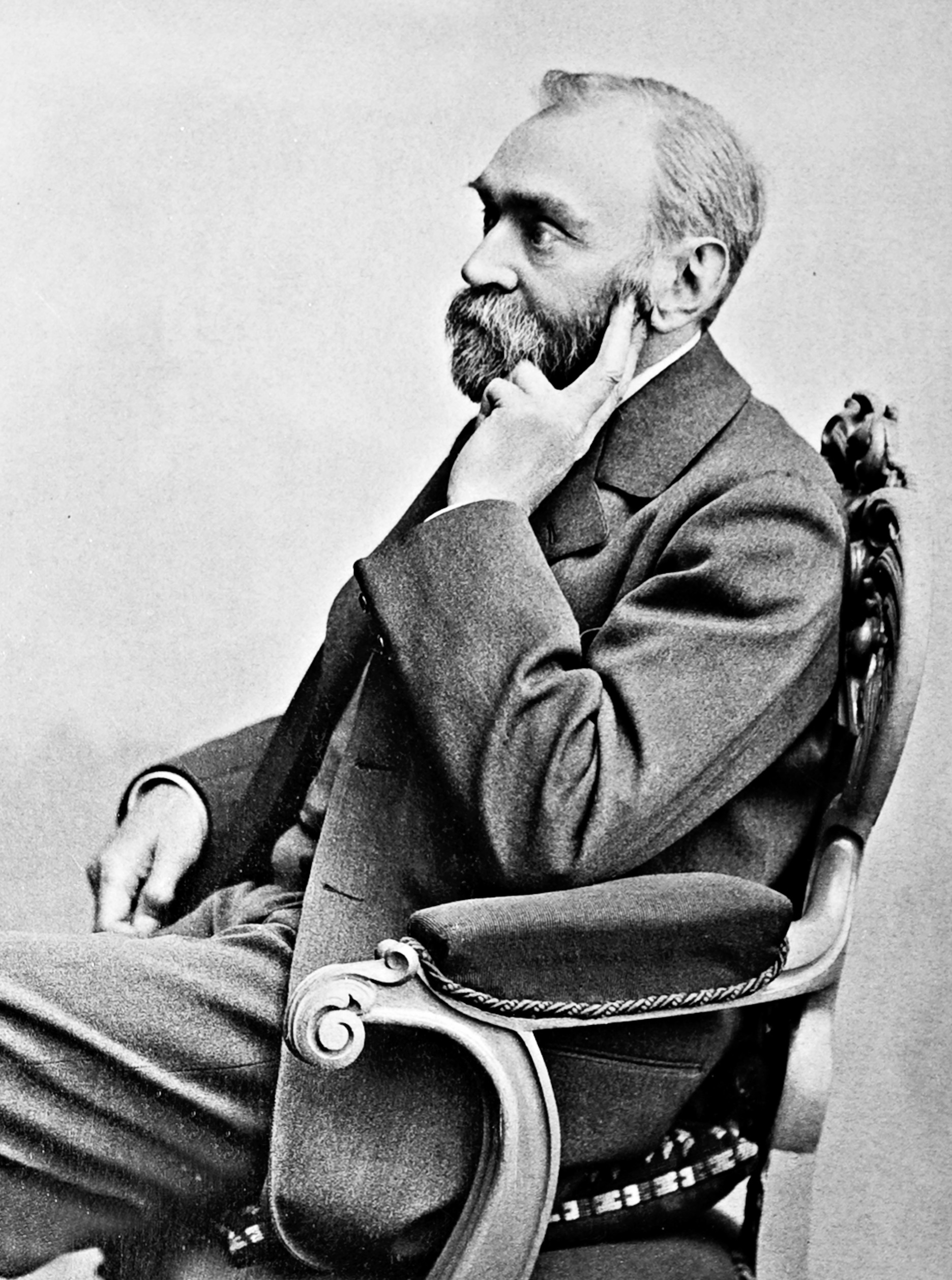
Альфред Нобель

- Опера Гарнье (1862).

### Живопись
- Гаагская школа живописи.
- Мане, Эдуар (1832—1883) (Франция). «Завтрак на траве» (1863).

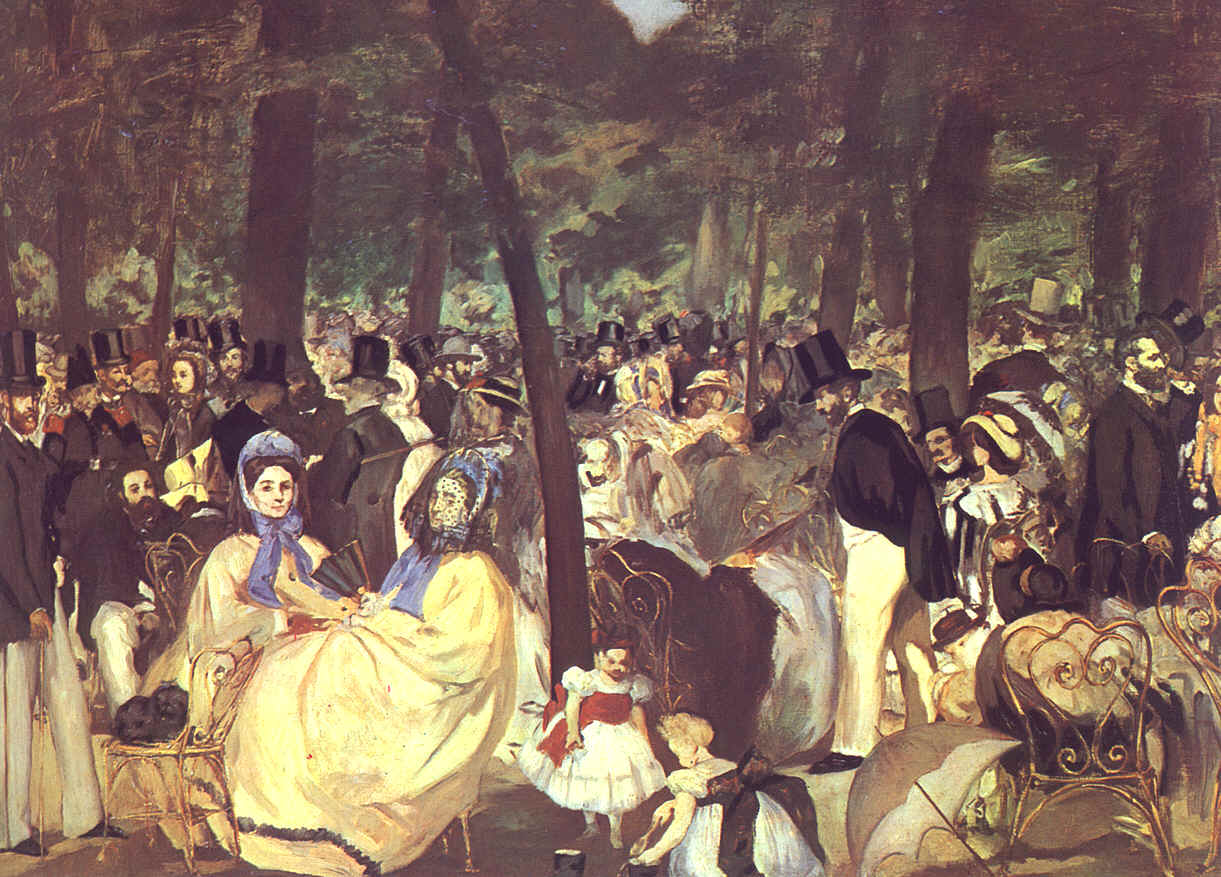
«Музыка в Тюильри» (1862; Мане)

- Перов, Василий Григорьевич (1833—1882) (Российская империя). «Тройка» (1866).
- Домье, Оноре (1808—1879) (Франция). «Дон Кихот» (1868).

### Музыка
- Пуни, Цезарь (1802—1870) (Италия). «Конёк-Горбунок» (1864).
- Минкус, Людвиг (1826—1917) (Австрия). «Золотая рыбка» (1867).
- Гуно, Шарль Франсуа (1818—1893) (Франция). «Ромео и Джульетта» (1867).
- Брамс, Иоганнес (1833—1897) (Германия). «Венгерские танцы» (1869).
- Даргомыжский, Александр Сергеевич (1813—1869) (Российская империя). «Каменный гость» (1869).

### Наука и техника
- Многозарядная Винтовка (1860, «Винтовка Спенсера»)
- Метрополитен (первая линия на паровой тяге запущена — 1863)
- Велосипед («денди-хорзы» массовый выпуск — 1864; патент — 1866, Pierre Lallement)
- Мартеновская печь (впервые построена — 1864)
- Подводная лодка (удачное боевое применение — 1864, «Alligator»; подводная лодка Александровского — 1866)
- Трансатлантический телеграфный кабель проложен между Европой и Америкой (1864).
- Законы Менделя о наследственности (1865)
- Целлулоид (промышленный выпуск — 1866, пластмасса Александр Паркс)
- Динамит (патент — 1867; Альфред Нобель)
- Железобетон (патент — 1867; Монье)
- «Капитал» (1867; Маркс)
- Периодический закон (1869; Менделеев)

### Спорт
- Футбольная ассоциация Англии (1863)

## Новые государства

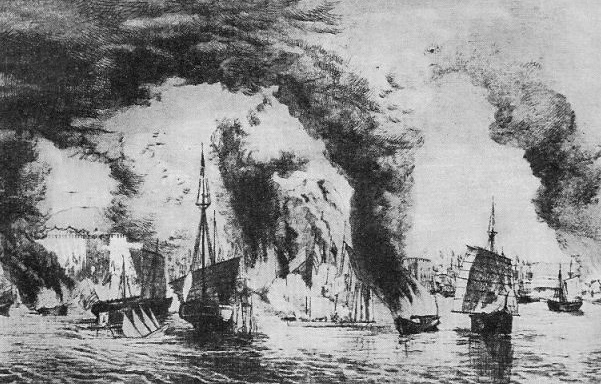
Сражение между тайпинскими и правительственными судами возле Нанкина

Австро-прусско-итальянская война (1866), Битва при Садовой, О.
Бисмарк (справа) и Х. Мольтке Старший (слева)

- С 4 февраля 1861 г. по 10 апреля 1865 г. в Северной Америке существовало государство Конфедеративные Штаты Америки.
- 17 марта 1861 г. основано королевство Италия.
- 23 августа 1866 г. ликвидирован Германский союз. 1 июля 1867 г. на его месте был основан новый Северогерманский союз.
- 15 марта 1867 г. заключён договор, в соответствии с которым Австрийская империя преобразовывалась в дуалистическую монархию Австро-Венгрия.

## Войны
- Восстание тайпинов (1850—1864)
- Вторая Опиумная война (1856—1860)
- Первая франко-вьетнамская война (1858—1862)
- Марокканская война (1859—1860)
- Гражданская война в Колумбии (1860—1862)
- Гражданская война в США (1861—1865)
- Франко-мексиканская война (1861—1867)
- Польское восстание 1863 года
- Война Тройного союза (1864—1870)
- Датская война 1864
- Испано-южноамериканская война (1864—1866)
- Австро-итальянская война 1866
- Австро-прусская война (1866)
- Англо-эфиопская война (1867—1868)
- Война Босин (1868—1869)
- Десятилетняя война (1868—1878)